# Historia universal de la infamia
Historia universal de la infamia es una colección de cuentos escrita por Jorge Luis Borges, publicada en 1935 y revisada por el autor en 1954. La mayoría de las historias fueron publicadas por separado en el diario Crítica entre 1933 y 1934.
En su prefacio a la edición de 1954, Borges se distanció un poco del libro, que puso como ejemplo de lo barroco, «cuando el arte exhibe y dilapida sus recursos». Escribió que las historias: 

Son el irresponsable juego de un tímido que no se animó a escribir cuentos y que se distrajo en falsear y tergiversar (sin justificación estética alguna vez) ajenas historias.

En las narraciones hay muchas alteraciones arbitrarias, sobre todo en las fechas y nombres, de modo que no pueden ser denominadas históricas. Sin embargo, todos los relatos están basados en crímenes reales.

## Contenido
El libro inicia con un pequeño prólogo fechado en Buenos Aires el 27 de mayo de 1935. En él, Borges aclara que se trata de ejercicios de prosa escritos entre 1933 y 1934, influenciados por Stevenson, Chesterton, las primeras películas de Josef von Sternberg y la vida de Evaristo Carriego.
Las primeras siete historias son versiones repasadas de biografías reales o legendarias, cuyas fuentes se enumeran en un índice al final del libro. «Hombre de la esquina rosada» es una historia ficticia, y el libro cierra con un apartado llamado «Etcétera», que incluye otros relatos cortos.
| # | Título                                             | Transunto de                                                        |
| - | -------------------------------------------------- | ------------------------------------------------------------------- |
| 1 | «El atroz redentor Lazarus Morell»                 | John Murrell, falso predicador, asesino y traficante de esclavos.   |
| 2 | «El impostor inverosímil Tom Castro»               | Arthur Orton, limitado impostor de un aristócrata refinado.         |
| 3 | «La viuda Ching, pirata»                           | Zheng Shi, pirata china.                                            |
| 4 | «El proveedor de iniquidades Monk Eastman»         | Monk Eastman, gánster judío, enemigo de los Five Points Gang.       |
| 5 | «El asesino desinteresado Bill Harrigan»           | Billy the Kid, antes de convertirse en leyenda.                     |
| 6 | «El incivil maestro de ceremonias Kotsuké no Suké» | Kira Yoshinaka, enemigo de Asano Naganori vengado por los 47 rōnin. |
| 7 | «El tintorero enmascarado Hákim de Merv»           | Al-Muqanna, profeta del Jorasán que ocultaba su rostro.             |
| 8 | «Hombre de la esquina rosada»                      | no aplica (personajes ficticios)                                    |

El apartado «Etcétera» contiene los siguientes relatos cortos:
| #  | Título                            | Trama |
| -- | --------------------------------- | --- |
| 9  | «Un teólogo en la muerte»         | Un teólogo muerto y castigado por renegar de la caridad.                                                     |
| 10 | «La cámara de las estatuas»       | Un tirano irrumpe en la fortaleza de la futura capital de Al-Ándalus, provocando la ocupación musulmana.     |
| 11 | «Historia de los dos que soñaron» | un hombre viaja de El Cairo a Isfahán en busca de un sueño, para descubrir que el premio estaba en su hogar. |
| 12 | «El brujo postergado»             | Un brujo de Toledo pone a prueba a un deán de aprendiz.                                                      |
| 13 | «El espejo de tinta»              | Un hechicero enloquece al rey sudanés Yakub «El Doliente» al enfrentarlo a su propio doble.                  |

La edición de 1954 incluyó un nuevo prólogo, en que el autor reconoce un barroquismo en el estilo de estos relatos. En esta edición también se añaden los siguientes relatos breves:
| #  | Título                    | Trama                                                                                           |
| -- | ------------------------- | ----------------------------------------------------------------------------------------------- |
| 14 | «Un doble de Mahoma»      | Cómo Dios crea una copia del pecador Mahoma en el Cielo musulmán.                               |
| 15 | «El enemigo generoso»     | Muirchertach, rey de Irlanda, saluda al conquistador Magnus Barford en la víspera de su muerte. |
| 16 | «Del rigor en la ciencia» | Relación mapa-territorio del mapa de un imperio de su mismo tamaño.                             |

Estos últimos dos relatos dejaron de aparecer en este libro luego de su inclusión en el apartado «Museo» de El hacedor, publicado en 1960. Los relatos del 9 al 16 finalizan cada uno con la supuesta referencia bibliográfica de donde fueron extraídos, la mayoría de fuentes árabes.
«El tintorero enmascarado Hákim de Merv» está dedicado a Angélica Ocampo, «Hombre de la esquina rosada» a Enrique Amorim, y «Etcétera» a Néstor Ibarra.

## Traducciones
Existen dos traducciones al inglés, la primera de 1972 y la segunda de 1999 (además de una edición completa, publicada como libro independiente en 2004). 

## Fuente
- Esta obra contiene una traducción  derivada de «A Universal History of Infamy» de Wikipedia en inglés, publicada por sus editores bajo la Licencia de documentación libre de GNU y la Licencia Creative Commons Atribución-CompartirIgual 4.0 Internacional.

- Datos: Q1196790